# ノーザン・イヌイット・ドッグ
ノーザン・イヌイット・ドッグ（英：Northern Inuit Dog）とは、イギリスのイングランド原産の犬種である。オオカミに『似せて』作出された犬種で、ウトナーガンはこれから派生した兄弟種である。

## 歴史
1980年代に作出された新しい犬種で、限りなくオオカミ（若しくは狼犬）に似た外見を持つ犬種を目指して作り出された。詳細不明の5頭のシベリアン・ハスキーの血を引く「救出犬」と呼ばれる犬たちを基礎犬にして改良が行われ、ジャーマン・シェパード・ドッグやアラスカン・マラミュート、シベリアン・ハスキーを交配させて作出された。
社交的で人懐こく、且つワイルドな犬種としてノーザン・イヌイット・ドッグは一時人気を博すのだが、それに伴って利潤を目的とする悪質なブリーダーによって乱繁殖が行われ、犬質を大きく低下させてしまうという事態が起こった。そのため、即急な犬質の向上を訴える一部の愛好家が手を組み、ノーザン・イヌイットの犬種クラブから退会して独自に改良を行った。この系統の犬は現在別の犬種として扱われ、改良が行われた協会名にちなんでウトナーガンという犬種名を与えた。無論、ウトナーガン協会の他にもノーザン・イヌイットの犬質を回復するべきであると唱えた愛好家は数が多く、犬種クラブ本部側もすぐに犬質の回復を行うことを決定した。それにより悪質なブリーダーの取り締まりや遺伝子プールの改善、血統の管理の厳格化を行い、再びノーザン・イヌイットは健全な犬種として蘇る事が出来た。
近年の人気は愛玩用の小型犬種の台頭により目立つほど上昇していないが、オオカミ好きの愛犬家には人気があり、オオカミのような容姿を持ちながら飼育がしやすいという点がこの犬種の持ち味である。主にペットとして飼育されているが、ドッグスポーツや犬ぞりにも使われている。

## 特徴
目つきの優しいオオカミのような姿をしている。背は平らで筋肉質の体つきで、立ち耳・ふさふさした垂れ尾を持つ。コートはシベリアン・ハスキーのような長毛で厚くてやわらかく、毛色はホワイト・アンド・ブラック、ブラック・アンド・タン、ホワイト・アンド・シルバーで、マーキングの入り方もシベリアン・ハスキーと同じである。体高は雄63.5cm、雌56cm前後の大型犬で、性格は穏やかで活発。ジャーマン・シェパードの血統が入っているため、知的で賢く、しつけが入りやすい。身体能力が高く、運動量も多い。

## 参考
英語版記事　23:40, 28 November 2008 版